# Gaetana Sterni
Gaetana Sterni, née à Cassola, 26 juin 1827 et morte à Bassano del Grappa le 26 novembre 1889 est une religieuse italienne, fondatrice de la congrégation des Sœurs de la volonté divine et reconnue bienheureuse par l'Église catholique.

## Biographie
Elle naît le 26 juin 1827 à Cassola, une petite ville de la province de Vicence où son père gère les propriétés des Mora, une noble famille vénitienne. En 1835, la famille s'installe à Bassano del Grappa. Peu de temps après, sa sœur Margherita meurt, puis son père en 1838. En 1843, Gaetana épouse Liberale Conte, un veuf avec trois enfants, qui décède après seulement huit mois de mariage.
Elle retourne chez sa mère le 1er février 1847. Dans sa prière, elle perçoit clairement que Dieu veut être le seul époux de son âme. Gaetana n'ayant jamais pensé à devenir religieuse, elle se tourne vers son directeur spirituel qui lui confirme qu'il s'agit d'un authentique appel de Dieu. Elle entre comme postulante au couvent des canossiennes de Bassano. Elle vit dans cette communauté cinq mois mais à la suite de la mort de sa mère, elle doit quitter le couvent pour s'occuper de ses jeunes frères. Malgré les difficultés économiques, les maladies familiales, elle se ménage un espace de prière et s'occupe des pauvres de sa ville. Elle a 26 ans quand elle est libérée de ses obligations familiales. Ressentant un appel à venir en aide aux pauvres, le père Bedin, jésuite, la confirme dans sa vocation. Elle entre donc à l'hospice des pauvres de Bassano. Elle y restera 36 ans, jusqu'à sa mort.
En 1865, elle fonde avec deux compagnes et l'approbation de son confesseur, la congrégation des Sœurs de la divine volonté pour le service des pauvres de l'hospice, le soin des malades et d'autres œuvres de charité. Giovanni Antonio Farina, évêque de Vicence approuve les premières constitutions religieuses de la congrégation en 1875. Gaetana décède le 26 novembre 1889. Elle est reconnue vénérable le 22 janvier 1991 par Jean-Paul II et béatifiée par le même pape le 4 novembre 2001.